# Charles Baugniet

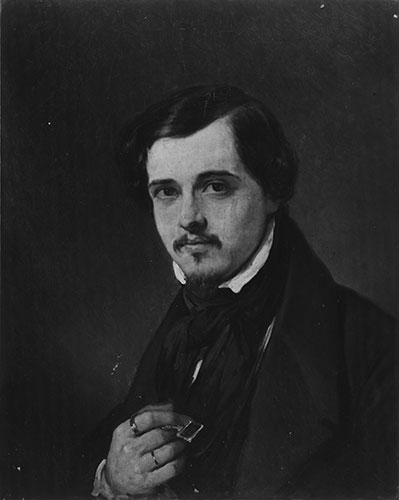
Charles Baugniet, 1837 porträtiert von Louis Gallait

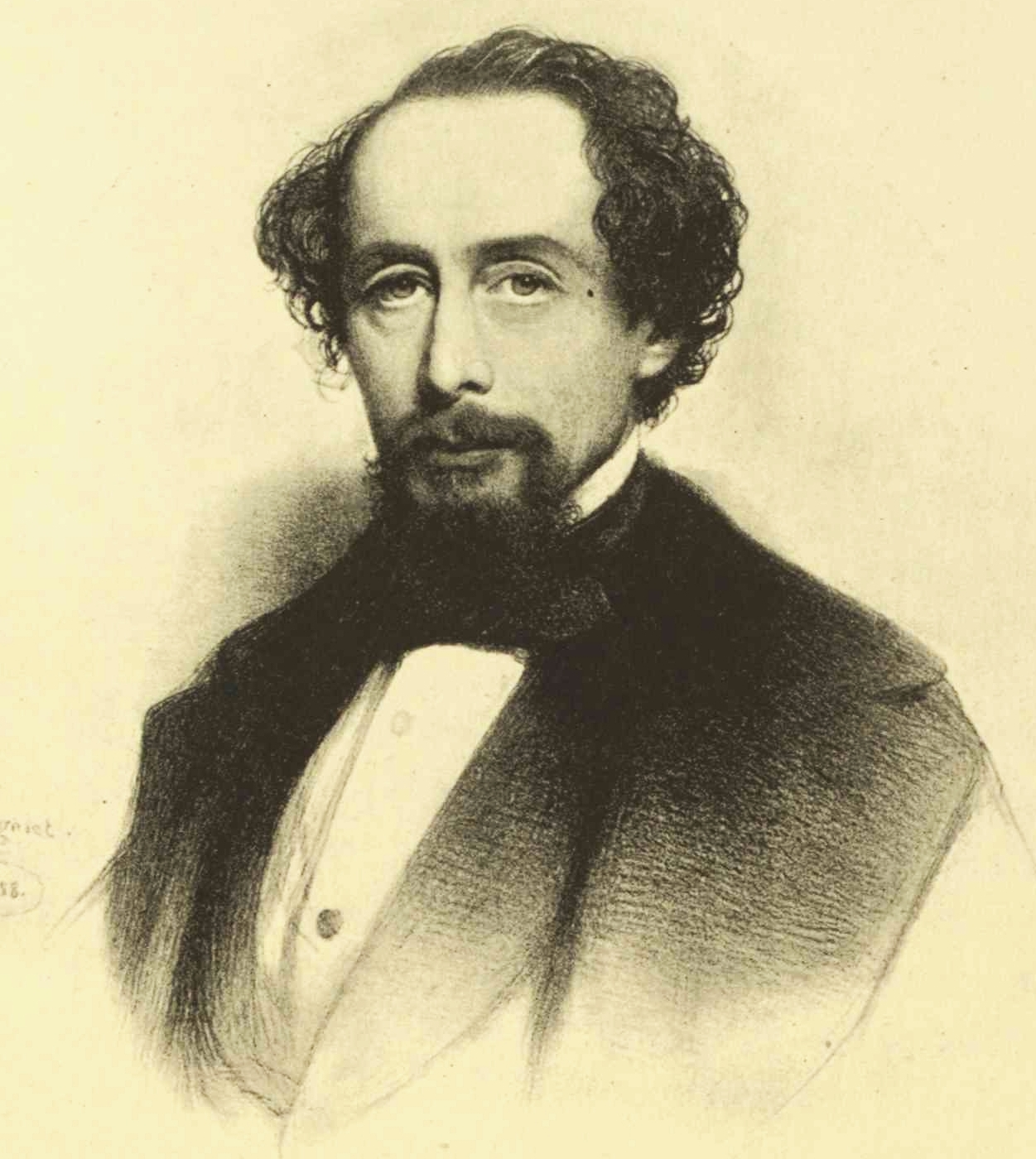
Charles Dickens, 1858 porträtiert von Charles Baugniet

Charles Baugniet (* 27. Februar 1814 in Brüssel; † 5. Juli 1886 in Sèvres) war ein belgischer Maler und Lithograf, der fast zweitausend Porträts schuf.

## Leben
Charles Baugniet, Sohn des Büroleiters im belgischen Finanzministerium Charles Joseph Baugniet, bekam von seiner Mutter Alexandrine Baugniet, geborene Roëlens, frühzeitig Klavier- und Gesangsunterricht. Charles hatte zwei jüngere Schwestern – Adèle und Anna. Zunächst besuchte der Junge eine Privatschule, die Jean-François Piré – ein Freund des Vaters – leitete und darauf eine Grundschule, in der nur Niederländisch gesprochen wurde. Charles Baugniet zeichnete gern. Die Eltern förderten die Begabung des Jungen. Er erhielt 1827 bis 1829 an der Brüsseler Malerakademie Unterricht bei Joseph Paelinck. 1829 nahm ihn sein Vater mit ins Finanzministerium. Charles Baugniet zeichnete seine Kollegen. Er griff seine ersten lithografischen Versuche aus dem Jahr 1827 auf. Nachdem er 1833 mehrere Porträts in der Kunstzeitschrift L’Artiste, ermuntert von Hendrik Leys, veröffentlicht hatte, stieg er neben Joseph Schubert (1816–1885) zu einem der gefragtesten belgischen Lithografen auf, quittierte den Dienst im Finanzministerium und ging zurück an die Malerakademie. 1835 bis 1842 porträtierte er zusammen mit Louis Huard († 1842) etliche Mitglieder der Belgischen Abgeordnetenkammer. Huard porträtierte nur sechs Abgeordnete; den Rest übernahm Charles Baugniet. 1836 publizierte Baugniet Porträts zeitgenössischer Künstler – so von Louis Jéhotte, Louis Gallait, Nicaise de Keyser, Jean-Baptiste Madou, Eugène Simonis (1810–1882), Charles-Louis Verboeckhoven (1802–1889), Horace Vernet, Paul Delaroche und Hippolyte Bellangé (1800–1866). Nachdem Baugniet eine Galerie mit neunzehn belgischen Musikern gezeichnet hatte, wurde er mit der Anfertigung von Porträts des belgischen Königshauses beauftragt. Für diese Arbeit wurde er 1841 Hofmaler Leopolds I. (frz. dessinateur du Roi).
1843 verlegte er seinen Wohnsitz nach London und wurde dort ein bekannter Porträtist. 1851 porträtierte er Prinz Albert. In England entstanden auch Bilder von Charles Dickens und Hector Berlioz.
Nach einem Entwurf von Charles Baugniet kam am 1. Juli 1849 die erste belgische Briefmarke in Umlauf. Sie zeigte Leopold I. nach einem Porträt von Lievin de Winne.
Zu Anfang der zweiten Hälfte des 19. Jahrhunderts wurde aus manchem Lithografen ein Fotograf. Charles Baugniet folgte diesem Zug der Zeit nicht. Er ging 1860 nach Paris und malte fortan Ölbilder – illustrierte mit Erfolg die elegante Welt des Second Empire. Neben den Belgiern Alfred Stevens und Florent Willems war er auf jenem Sektor – wie in den Königlichen Museen der Schönen Künste in Brüssel zu sehen – anerkannt und auch bei Kunden aus den Vereinigten Staaten gefragt.
Charles Baugniet heiratete 1844 Antoinette Hony.